# Itōprocess
En Itōprocess är en stokastisk process, {\displaystyle \{X_{t}\}_{t\in [0,T]}}, vars element kan framställas som en summa av en 'vanlig integral' och en stokastisk integral:
{\displaystyle X_{t}=x+\int _{0}^{t}a_{s}\,ds+\underbrace {\int _{0}^{t}b_{s}\,dW_{s}} _{\rm {stokastisk\,integral}},\qquad t\in [0,T].}
En sådan framställning kallas för en stokastisk differentialekvation, och den brukar skrivas mer kortfattat på följande sätt:
{\displaystyle dX_{t}=a_{t}\,dt+b_{t}\,dW_{t},\qquad X_{0}=x.}
De stokastiska processerna {\displaystyle \{a_{t}\}_{t\in [0,T]}} och {\displaystyle \{b_{t}\}_{t\in [0,T]}} skall vara sådana att integralerna ovan existerar, vilket de gör om
{\displaystyle \mathbb {P} \left\{\sup _{t\in [0,T]}\int _{0}^{t}\vert a_{s}\vert \,ds<\infty \right\}=1\quad och\quad \mathbb {P} \left\{\sup _{t\in [0,T]}\int _{0}^{t}\vert b_{s}\vert ^{2}\,ds<\infty \right\}=1.}
Vidare skall processernas värden vid varje tidpunkt endast bero på de tidigare värden som Wienerprocessen W antagit; värdena {\displaystyle a_{s}} och {\displaystyle b_{s}} skall vara funktioner av värdena {\displaystyle W_{u}}, där tiderna u ligger före tidpunkten s:
{\displaystyle a_{s}=f_{s}(W_{u}:u\in [0,s])\quad och\quad b_{s}=g_{s}(W_{v}:v\in [0,s]),\quad s\in [0,T].}
Man säger att processerna a och b är anpassade till den filtration som Wienerprocessen genererar:
{\displaystyle a_{s},b_{s}\in \sigma (W_{s}:s\in [0,t]),\qquad s\in [0,T].}
Processen är uppkallad efter den japanske matematikern Kiyoshi Itō.